# 従属理論
従属理論（じゅうぞくりろん）
1. 法学における公法と私法の区別についての学説（Subordinationstheorie）。
2. 経済学・社会学・国際関係における学説。本欄で詳述。

従属理論（じゅうぞくりろん、dependency theory）とは、経済学・社会学において提起された学説。ラウル・プレビッシュ（en:Raul Prebisch）らの構造学派によって想起され、政治的発展を遂げ、提唱された。

## 概要
マルクス主義の影響が大きい。国際政治経済学においては、経済学の政治学に対する不可避的影響を主張するものの一つである。
従来の帝国主義理論や一国単位での単線型発展モデルに対し、この理論は「先進国」の経済発展と「第三世界」の低開発をセットにして考えようとするものである。すなわち、第三世界の低開発は彼らを支配する先進国に原因があり、第三世界の近代化（資本形成）は先進国の経済発展に従属する形において行なわれる（低開発の開発）、という主張である。この問題を解決するには、前者の後者への従属を断ち切る必要があるというもの。
ポール・A・バランのPolitical Economy of Growthの問題提起を受けて理論を提唱した代表的な論者がドイツ出身の経済学者アンドレ・グンダー・フランクであり、これを批判したのがアルゼンチンの政治学者エルネスト・ラクラウである。また、エジプトの経済学者サミール・アミン、ブラジルの経済学者テオトニオ・ドス・サントス（es:Theotonio Dos Santos）などによる学説がある。ブラジルの社会学者フェルナンド・エンリケ・カルドーゾ（のちブラジル大統領）は、フランクの学説をさらに洗練させた。
この主張の基底にある国際的不等価交換論を展開したのはアルジリ・エマニュエル（en:Arghiri Emmanuel）である。彼は、不等価交換を2つに区別する。
- 剰余価値率は等しいが資本の有機的構成が異なる第1次の不均等
- 賃金格差があり剰余価値率が異なる不均等

そして、後者の不均等を重視して検討を行なっている。エマニュエルらの不等価交換論に対し、塩沢由典は不等価交換論は同情論と免責論として作用したと批判している。
1980年代のNIESの成功で、従属理論の影響力は低下した。しかしながら、この議論はヨハン・ガルトゥングの構造的暴力論に影響を与え、イマニュエル・ウォーラステインの世界システム論に引き継がれた。